# Lesenceistvánd
Lesenceistvánd es un pueblo ubicado en el distrito de Tapolca, en el condado de Veszprém, Hungría.

## Superficie
Posee una superficie de 17,38 kilómetros cuadrados.

## Demografía
Hasta 2019 la población era de 951 habitantes, con una densidad de población de 54,72 habitantes por kilómetro cuadrado.